# Urribarri (paroisse civile)
Ne doit pas être confondu avec Urribarri.
Urribarri est l'une des cinq paroisses civiles de la municipalité de Colón dans l'État de Zulia au Venezuela. Sa capitale est Concha.